# Helmut Berthold
Helmut Berthold (født 19. april 1911 i Leipzig, Sachsen, død 14. marts 2000) var en tysk håndboldspiller, som deltog i OL 1936 i Berlin.
Berthold spillede for FC Sportsfreunde Leipzig.
Han var en del af det tyske håndboldlandshold ved OL 1936. Det var første gang, håndbold var på programmet ved et OL, og turneringen blev spillet på græs på 11-mandshold. Oprindeligt var ti hold tilmeldt, men Danmark, Holland, Sverige og Polen meldte fra, så blot seks hold deltog. Disse blev delt op i to puljer, hvor Tyskland vandt sin pulje suverænt med en samlet målscore på 51-1 efter blandt andet en 29-1 sejr over USA. De to bedste fra hver pulje gik videre til en finalerunde, hvor alle spillede mod alle. Igen vandt Tyskland alle sine kampe, men dog i lidt tættere kampe. Således vandt de mod Østrig med 10-6. Som vinder af alle kampe vandt tyskerne sikkert guld, mens Østrig fik sølv og Schweiz bronze. Berthold var med på holdet i tre kampe og scorede ti mål.